# 차태진
차태진(車泰辰, 1924년 3월 8일~2003년 5월 29일)은 대한민국의 영화 제작자 겸 기획가이자, 투자기업가였고 대학 교수였다.

## 주요 이력
- 서울예술전문대학 영화학과 전임교수

## 생애

### 20대~30대였던 젊은 시절
본관은 연안(延安)이고 평안남도 평양에서 개신교 장로회 목회자 아버지와 장로회 사모 어머니의 슬하 자녀 1남 3녀(4남매) 중 둘째이자 외동아들(누나 1명, 누이동생 2명)로 출생하였다. 1945년 3월에 평남의 평양신학교를 졸업하자마자 결혼한 누나 부부의 직계 가족들과 함께 경성부로 이주한 그는, 1945년 8·15 해방 역시 경성부에서 목도하였고, 1945년 11월에 남은 가족들(부모와 두 여동생)이 모두 함께 서울로 월남한 이후, 1954년에 결혼하고 나서 아내와의 사이에 자녀는 3남 2녀(5남매)를 두었다.

### 학력
- 평안남도 평양 숭실고등보통학교 졸업(1943년 3월)
- 평안남도 평양신학교 전문학사(1945년 3월)
- 서울신문학원 전문학사(1949년 3월)

### 주요 경력
- 1949년 한성일보 기자.
- 1951년 한국 전쟁(6·25 사변)의 1년차로 한창일때 부모와 두 누이동생이 경남 창원으로 1952년까지 1년간 사목 및 목회 관련 피난.
- 1952년 한성일보 학예부 차장.
- 1953년 연합신문사 문화부 부장.
- 1954년 결혼한 후 아내와 사이에 3남 2녀를 둠.
- 1955년 희망사 편집국 국장.
- 1957년 한국연예주식회사 제작본부장.
- 1960년 극동흥업영화주식회사 사장(부사장: 김기덕).
- 1964년 연극연출가 데뷔.

### 기타 이력
- 극동흥업영화주식회사 사장
- 서울극동방송아카데미 원장
- 서울반도여행사 사장
- 서울극동공연기획사 사장
- 대한영화진흥공사 총무위원장
- 서울 영락교회 은퇴장로
- 서울예술전문대학 영화학과 전임교수(1986년)

## 대표작 영화
- 1962년 영화 《노란 샤쓰 입은 사나이》
- 1963년 영화 《김약국의 딸들》
- 1964년 영화 《맨발의 청춘》
- 1964년 영화 《떠날 때는 말없이》
- 1966년 영화 《흑발의 청춘》
- 1967년 영화 《대괴수 용가리》

## 일화
그는 1964년 영화배우 신성일과 영화배우 엄앵란의 결혼 작전을 진두 지휘한 인물로도 알려져 있다.